# سگ‌های سیاه
سگ‌های سیاه (انگلیسی: Black Dogs) نام رمانی است نوشتهٔ ایان مک‌یوون که در سال ۱۹۹۲ در بریتانیا منتشر شد.
نشر نی این کتاب را در سال ۱۳۹۰ با ترجمهٔ امیرحسین مهدی‌زاده در ایران منتشر کرده است.